# Serra da Ouricana
Serra da Ouricana é uma pequena cadeia de montanhas no sul do estado brasileiro da Bahia, e onde se localiza o município de Itororó, próximo a Vitória da Conquista e Boa Nova.